# 1149
1149 (MCXLIX) je bilo navadno leto, ki se je po julijanskem koledarju začelo na soboto.

## Dogodki

### Zaključek druge križarske vojne
- Načrti, da bi po neuspešnem obleganju Damaska napadli še trdnjavo Askalon, zaradi sprtosti voditeljev padejo v vodo.
- april - Francoski kralj Ludvik VII. in kraljica Eleanora Akvitanska se sprta vsak na svoji ladji vračata iz Levanta v domovino.
- Bernard iz Clairvauxa, glavni pridigar druge križarske vojne, se pred papežem in verniki opravičuje za neuspeh križarskega pohoda in neuspeh pripisuje "grešnim" križarjem.

### Vojna po križarski vojni
- 8. april - Papež Evgen III., ki so ga izgnali rimski komunardi, si poišče zavetje pri Tuskulumskem grofu Ptolemeju II..

- 29. junij - Bitka pri Inabu: odločujoča zmaga alepskega atabega Nur ad-Dina nad antiohijsko vojsko, ki jo vodi knez Rajmond, asistirajo pa ji tudi Asasini. Antiohijska vojska je v celoti uničena in Rajmond ubit. Nur ad-Din odreže koridor med Antiohijo in Grofijo Tripoli ter si zagotovi dostop do morja.
  - Antiohija se po Rajmondovem porazu znajde razdeljena, ali se naj preda, ali se brani. Zmaga slednje mnenje, ki ga zastopata kneginja-vdova Konstanca Antiohijska in patriarh Aimerik iz Limogesa.
  - Antiohijski poraz kritično oslabi še zadnji ostanek edeške grofije okoli trdnjave Turbessel. 1150 ↔
- 15. julij - Zaključena je obnova Bazilike Božjega groba v Jeruzalemu.
- 28. avgust - Po smrti damaščanskega emirja Mu'in ad-Din Unurja, ki je umrl zaradi griže, podeduje celoten prestol dozdajšnji sovladar Mudžir ad-Din .
- 24. oktober - Barcelonski grof Rajmond Berengar IV. osvoji mavrska mesta Lérido,  Frago in Amposto. Hkrati osvoji za Kraljevino Aragon še Mequinenso.
- Perzijski Guridi oplenijo in požgejo prestolnico Gazvanidov, ki preženejo Guride šele s pomočjo Seldžukov. A ne za dolgo. Gazvanide tokrat iz prestolnice preženejo filibustrski Oguzi.
- Po smrti mosulskega atabega Saifa ad-Din Ghazija I. Mosul prevzame alepski atabeg in njegov mlajši brat Nur ad-Din.

## Rojstva
- Albert Avogadro, latinski jeruzalemski patriarh († 1214)
- Fakhr Al-Din Al-Razi, perzijski islamski teolog in filozof († 1209)
- Margarit iz Brindisija, sicilski admiral († 1197)
- Al-Faiz, 13. fatimidski kalif († 1160)
- Al-Adid, 14. fatimidski kalif († 1171)
- Prithviradž III., hindujski kralj Delhija († 1192)

## Smrti
- 27. junij - Rajmond  Poitierski, antiohijski knez (* 1099)
- 28. avgust - Mu'in al-Din Anur, emir Damaska
- Jožef ibn Cadik, španski judovski teolog, rabi, pesnik, filozof
- Diego Gelmírez, španski nadškof Santiaga de Compostele (* 1069)
- Berengarija Barcelonska, kastiljska kraljica, soproga Alfonza VII. (* 1108)
- Al-Hafiz, 11. fatimidski kalif
- Saif ad-Din Ghazi I., mosulski atabeg